# Hamarqışlaq
Hamarqışlaq är en ort i Azerbajdzjan.   Den ligger i distriktet Cəlilabad Rayonu, i den sydöstra delen av landet, 180 km sydväst om huvudstaden Baku. Hamarqışlaq ligger 81 meter över havet och antalet invånare är 855.
Terrängen runt Hamarqışlaq är platt åt nordost, men åt sydväst är den kuperad. Närmaste större samhälle är Dzhalilabad, 4,9 km norr om Hamarqışlaq.
Trakten runt Hamarqışlaq består till största delen av jordbruksmark. Runt Hamarqışlaq är det ganska tätbefolkat, med 104 invånare per kvadratkilometer.